# 1983-as Australian Open
Az 1983-as Australian Open az év negyedik Grand Slam-tornája volt, november 29. és december 12. között rendezték meg Melbourne-ben. A férfiaknál a svéd Mats Wilander, nőknél az amerikai Martina Navratilova nyert.

## Döntők

### Férfi egyes
Mats Wilander -  Ivan Lendl, 6-3, 6-3, 6-2

### Női egyes
Martina Navratilova -  Kathy Jordan, 6-2, 7-6

### Férfi páros
Mark Edmondson /  Paul McNamee -  Steve Denton /  Sherwood Stewart, 6-3, 7-6

### Női páros
Martina Navratilova /  Pam Shriver -  Anne Hobbs /  Wendy Turnbull, 6-4, 6-7, 6-2

### Vegyes páros
1970–1986 között nem rendezték meg.

## Juniorok

### Fiú egyéni
Stefan Edberg –  Simon Youl 6–4, 6–4

### Lány egyéni
Amanda Brown –  Bernadette Randall 7–6, 6–3

### Fiú páros
Jamie Harty /  Des Tyson –  Darren Cahill /  Anthony Lane 3–6, 6–4, 6–3

### Lány páros
Bernadette Randall /  Kim Staunton –  Jenny Byrne /  Janine Thompson 3–6, 6–3, 6–3